# توماس ر. ميتشيل
توماس ر. ميتشيل (بالإنجليزية: Thomas R. Mitchell)‏ هو محامي وسياسي أمريكي، ولد في 1 مايو 1783 في جورجتاون في الولايات المتحدة، وتوفي بنفس المكان في 2 نوفمبر 1837. حزبياً، نشط في الحزب الجمهوري الديمقراطي والحزب الديمقراطي. وقد انتخب عضو مجلس النواب الأمريكي.